# Challenger Island

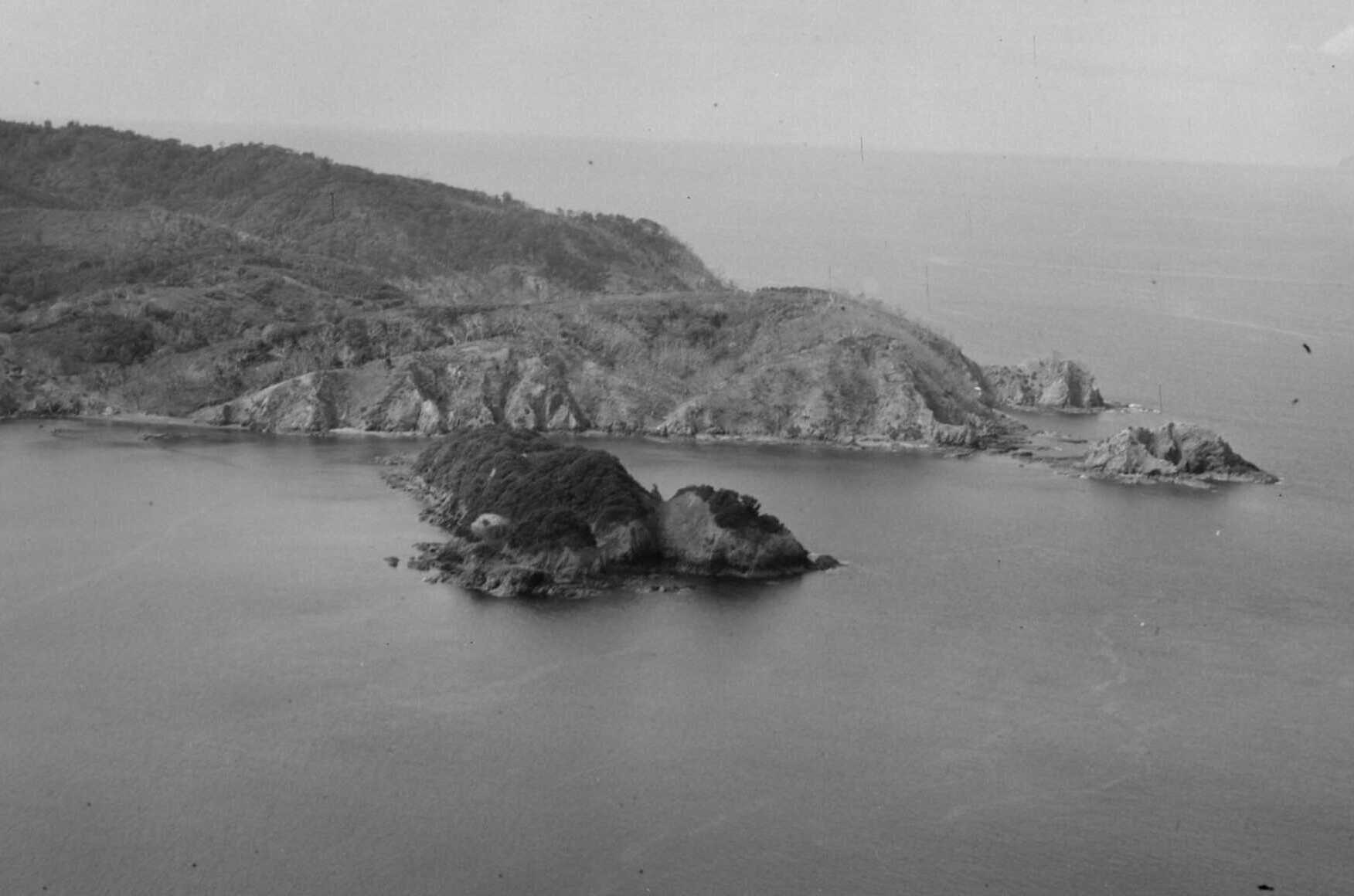
Challenger Island, Kawau Point, Kawau Island, Flugaufnahme von 1955

Challenger Island, auch Little Kawau Island genannt, ist eine kleine bewaldete Insel an der Nordinsel von Neuseeland.

## Geographie
Challenger Island liegt im Hauraki Gulf vor der Südostküste von Kawau Island, welche sich rund 20 km nordöstlich von Orewa vor der Ostküste der Northland Peninsula erhebt. Die 340 m lange und maximal 150 m breite, in Nord-Süd-Richtung ausgerichtete Insel liegt rund 210 m von der Felsenküste von Kawau Island entfernt. Die Insel reicht über eine Höhe von 25 m nicht hinaus.
Im Südwesten der Insel erheben sich ein paar kleinere Felseninseln aus dem Wasser, die zu Challenger Island gezählt werden.

## Flora und Fauna
Die Insel ist mit Kohekohe, Mahoe und Tawapou bewachsen und frei von Possums und Wallabys. So können dort ungestört die in Neuseeland genannten Great-winged Petrel (Pterodroma macroptera) nisten.